# A Sétima Bala
A Sétima Bala é uma minissérie brasileira produzida pela VTV Produções e exibida pela RecordTV, entre 1 de dezembro a 31 de dezembro de 1997. Foi escrita por Ronaldo Ciambroni com a colaboração de Lilinha Viveiros e Paulo Cabral e dirigida por Atílio Riccó e Régis Faria. Foi reprisada em 2000 na Rede Mulher.

## História
A história segue a vida do assassino Adriano desde a entrada no mundo do crime até sua prisão.

## Elenco
| ator              | personagem         |
| ----------------- | ------------------ |
| Roberto Frota     | Adriano dos Santos |
| Monique Lafond    | Amália             |
| Laerte Morrone    | Delegado Franco    |
| Raymundo de Souza | Italo              |
| Roberto Pirillo   | Ámerico            |
| Maurício Branco   | Juliano            |
| Alexia Deschamps  | Victória           |
| Tânia Loureiro    | Brigída            |
| Jerusa Franco     | Janice             |
| Tadeu di Pietro   | Régis              |
| Rosaly Papadopol  | Rosa               |

## Audiência
Teve média de 1.30 ponto